# Вукашин Марковић (певач)
Вукашин Марковић (Београд, 1986) српски је глумац, певач и тромбониста. Вођа је вокално-инструменталног састава Irie FM.

## Биографија
Вукашин је рођен 1986. године у Београду, а поред тога што се бави музиком, завршио је графички дизајн на Факултету примењених уметности. Познат је по улози Бебана у серији Породично благо. Вођа је бенда Irie FM који је 2012. године проглашен за најбољи реге бенд у Европи на такмичењу „Европско реге такмичење 2012” (енгл. European Reggae Contest 2012). Поред тога, свира још и у бендовима Eyesburn, The Belgrade Dixieland Orchestra и Smoke 'n' Soul.

## Дискографија

### 

#### Студијски албуми
- (2005)
- (2013)

### 

#### Студијски албуми
- (2010)
- Путеви (2018)

### 

#### Студијски албуми
- (2015)

## Филмографија
| Год.       | Назив              | Улога                      |
| ---------- | ------------------ | -------------------------- |
| 2000-те    |                    |                            |
| 1998—2002. | Породично благо    | Братислав Бебан Гавриловић |
| 2005.      | Јелена             | волонтер Вуки              |
| 2010.      | Тотално нови талас | Влада                      |